# Gluon
Gluony jsou elementární částice zprostředkující silnou interakci mezi kvarky. Důsledkem působení gluonů je možnost vzniku atomového jádra, neboť umožňuje vytvoření vazby mezi protonem a neutronem v atomovém jádře.
Název vychází z anglického glue – lepidlo, protože gluony jsou tím, co drží jádro atomu pevně pohromadě.
Zajímavostí je, že se každý gluon může vyskytovat v jedné z až 8 variant barevného náboje. Uvnitř hadronu se navíc děje silná interakce vždy tak, že si kvarky (jež mají také každý svůj barevný náboj) mezi sebou navzájem posílají gluony o takových barevných nábojích, aby se pomocí „subtraktivního míchání barev“ docílilo zase neutrální kombinace barev nábojů kvarků po narušení rovnováhy samotnou interakcí.

## Historie
Byl objeven v roce 1979 v DESY v Hamburku po sedmnácti letech od jeho předpovězení roku 1962.

## Vlastnosti
Gluony mají nulovou klidovou hmotnost a nulový elektrický náboj. Gluon je částice se spinem 1, tzn. jde o boson.
Gluon je svojí vlastní antičásticí.
Důležitou vlastností gluonů je jejich barevný náboj.
Nevyskytují se jako volné částice.
Gluony tvoří spolu s kvarky za speciálních podmínek kvark-gluonové plazma.